# Joaquín Vallejo
Joaquín Vallejo Arbeláez (Rionegro, Antioquia, 4 de octubre de 1912-Medellín, Antioquia, 31 de diciembre del 2005) fue un ingeniero, economista, diplomático, ministro, intelectual y escritor colombiano.  
Fue cuatro veces ministro durante la Junta Militar de Colombia y el Frente Nacional. 
Vallejo fundó la Central Femenina de Antioquia (CEFA), único colegio con bachillerato para las mujeres. Entre las gestiones más destacadas por las que se le conoce figura la de haber sido creador del Plan Vallejo; estrategia estatal para estimular el crecimiento de las exportaciones colombianas, mediante la que los empresarios podían importar materias primas sin pagar derechos aduaneros. En realidad, era un sistema que permitía importaciones de materias primas, equipos, repuestos e insumos libres de impuestos a cambio de exportaciones equivalentes al valor de las importaciones. Es decir, si se importaban US$100 debería exportarse producto terminado por valor mínimo a otros US$100.

## Biografía
Joaquín Vallejo Arbeláez nació el 4 de octubre de 1912 en Rionegro, Antioquia, en el hogar formado por Néstor Vallejo Mejía y María Elisa Arbeláez Echeverri. Su familia se dedicaba al comercio y las tierras. Hizo el bachillerato en el Instituto Técnico Central de Bogotá, en una época en la que la institución tenía una inclinación hacia los estudios de ingeniería. Esto lo indujo a estudiar la carrera de Ingeniería Civil, que cursó en la Escuela Nacional de Minas de Medellín, donde se graduó en 1939. En esa época había una crisis económica mundial con resultados como el desempleo, las altas tasas de interés, la carencia del crédito y la falta de bancos internacionales.
Vallejo estuvo casado con Nelly Mejía, con quien tuvo 10 hijos: Luz María, Néstor, Jesús Alberto, Pilar, José Joaquín, Pablo, María Eugenia, María Cristina, María Inés.

## Trayectoria empresarial
En el campo empresarial, Vallejo promovió la creación de compañías como Cementos del Valle y trabajó en las juntas directivas de más de 30 empresas colombianas, entre las cuales presidió Droguerías Aliadas y Droguería Humanitaria; época en que su carrera ejecutiva llegaría a la cima con su nombramiento como gerente, y luego como presidente de la organización Droguerías Aliadas. Bajo la dirección de Vallejo, esta empresa farmacéutica se extendió en las décadas de los cincuenta y sesenta, ocupando operaciones no sólo en la producción y comercialización nacional de productos farmacéuticos, sino también en la representación de marcas internacionales de cosméticos, y de comercialización internacional bajo el nombre de Calox International con subsidiarias en Ecuador y Panamá. Este desarrollo trajo la creación del grupo Inversiones Aliadas S.A., y la asociación, en 1960, con la poderosa sociedad norteamericana McKesson & Robbins, que compró el 50% de Droguerías Aliadas. 
Como uno de los más importantes gestores de estas operaciones, sin muchos antecedentes en el país, Vallejo fue reconocido como uno de los principales economistas nacionales, siguiendo la tradición iniciada por ingenieros como Alejandro López, Hernán Echavarría Olózaga, Mariano Ospina Pérez o Carlos Sanz de Santamaría, que como "economistas prácticos", contribuyeron activamente a profesionalizar en Colombia la carrera del economista.

## Trayectoria pública
En su trayectoria pública, Vallejo hizo parte del Concejo de Medellín, la Asamblea de Antioquia y el Congreso Nacional de Colombia, también ocupó la Secretaría de Educación Municipal de Medellín, desde la cual promovió la creación de la institución educativa Central Femenina de Antioquia (CEFA) y el Instituto Técnico Industrial Pascual Bravo.

### Frente Nacional
Vallejo participó activamente en los cuatro gobiernos que se sucedieron durante el periodo del Frente Nacional (FN) entre 1958-1974. Meses antes de iniciarse el primer gobierno oficial del FN, bajo la administración de la Junta Militar de Colombia, se implementó un grupo de herramientas para incentivar las exportaciones del país tomando como base un proyecto presentado por Vallejo quien se desempeñaba como ministro de Fomento. La estrategia constó de tres programas: “para materias primas e insumos, para bienes de capital y repuestos, y para reposición de materias primas”. Desde entonces la medida ha adquirido notoriedad, siendo conocida como Plan Vallejo.
En 1964 el presidente Guillermo León Valencia lo nombró ministro de Hacienda. Durante la presidencia de Carlos Lleras Restrepo desempeñó el cargo de Embajador de Colombia ante las Naciones Unidas (ONU) y luego ocupó el Ministerio de Gobierno, al comienzo de la presidencia de Misael Pastrana.

### Intermediario en las negociaciones entre el gobierno de Barco y el Cartel de Medellín
En agosto de 1989, durante la presidencia de Virgilio Barco, se supo que el cartel de Medellín contactó al Vallejo para que sirviera de intermediario de la propuesta de Pablo Escobar, líder de la organización criminal, para estructurar el diálogo con el gobierno. Vallejo, quien era el padrino de bautismo de Escobar, aceptó la propuesta.
El exministro contactó al secretario general de la presidencia Germán Montoya y le presentó la propuesta de los narcotraficantes. Cuando asesinaron a Luis Carlos Galán, Vallejo declaró que bajo esas circunstancias retiraba sus propuestas y él mismo se retiraba de su intermediación la cual siempre fue gratuita. Cuando se filtraron algunas partes de la propuesta, Germán Montoya las desmintió.
A su vez Guido Parra, abogado de Pablo Escobar, transformó el documento en una propuesta de paz del cartel, que hizo llegar al gobierno de Barco. Al filtrase la información a los medios de comunicación, Montoya calificó de calumniosas las noticias sobre supuestos diálogos entre el gobierno y el cartel. En ese contexto, en el Congreso de la República, que tramitaba una reforma Constitucional, se presentaron acusaciones y señalamientos contra el gobierno.
En octubre, el ministro de Gobierno Carlos Lemos declaró que “El Gobierno recibió por intermedio del doctor Joaquín Vallejo una propuesta que rechazó. Esa es la verdad escueta. Hubo un contacto entre el doctor Vallejo y el doctor Montoya y la respuesta fue no”. Sin embargo, la oposición continuó sumando voces en favor y en contra del Gobierno por varios días.
Pese a la controversia, se conservó un documento en el que los narcotraficantes ofrecían retirarse del negocio, entregar las armas y colaborar con el desmantelamiento de las otras organizaciones ilegales, a cambio de que se garantizara la no extradición, además de una ley de indulto, así como una amnistía patrimonial, y la posibilidad de extender estos beneficios a lo que denominaron “grupos auxiliares” como el Muerte a Secuestradores (MAS), es decir, favorecer también el paramilitarismo.
La negociación fue postergada en medio de la campaña para las elecciones presidenciales de Colombia de 1990.

## Muerte
Joaquín Vallejo falleció en la Clínica Medellín el 31 de diciembre de 2005 poco antes de la medianoche.